# Michel Miramont
Pour les articles homonymes, voir Miramont.
 (avril 2024).
La mise en forme du texte ne suit pas les recommandations de Wikipédia : il faut le « wikifier ».
Les points d'amélioration suivants sont les cas les plus fréquents. Le détail des points à revoir est peut-être précisé sur la page de discussion.
- Les titres sont pré-formatés par le logiciel. Ils ne sont ni en capitales, ni en gras.
- Le texte ne doit pas être écrit en capitales (les noms de famille non plus), ni en gras, ni en italique, ni en « petit »…
- Le gras n'est utilisé que pour surligner le titre de l'article dans l'introduction, une seule fois.
- L'italique est rarement utilisé : mots en langue étrangère, titres d'œuvres, noms de bateaux, etc.
- Les citations ne sont pas en italique mais en corps de texte normal. Elles sont entourées par des guillemets français : « et ».
- Les listes à puces sont à éviter, des paragraphes rédigés étant largement préférés. Les tableaux sont à réserver à la présentation de données structurées (résultats, etc.).
- Les appels de note de bas de page (petits chiffres en exposant, introduits par l'outil «  Source ») sont à placer entre la fin de phrase et le point final[comme ça].
- Les liens internes (vers d'autres articles de Wikipédia) sont à choisir avec parcimonie. Créez des liens vers des articles approfondissant le sujet. Les termes génériques sans rapport avec le sujet sont à éviter, ainsi que les répétitions de liens vers un même terme.
- Les liens externes sont à placer uniquement dans une section « Liens externes », à la fin de l'article. Ces liens sont à choisir avec parcimonie suivant les règles définies. Si un lien sert de source à l'article, son insertion dans le texte est à faire par les notes de bas de page.
- La présentation des références doit suivre les conventions bibliographiques. Il est recommandé d'utiliser les modèles {{Ouvrage}}, {{Chapitre}}, {{Article}}, {{Lien web}} et/ou {{Bibliographie}}. Le mode d'édition visuel peut mettre en forme automatiquement les références.
- Insérer une infobox (cadre d'informations à droite) n'est pas obligatoire pour parachever la mise en page.

Pour une aide détaillée, merci de consulter Aide:Wikification.
Si vous pensez que ces points ont été résolus, vous pouvez retirer ce bandeau et améliorer la mise en forme d'un autre article.
Michel Miramont est un comédien, metteur en scène et directeur de théâtre français, également auteur-compositeur-interprète, né le 22 août 1948 à Paris 18e et mort le 13 mars 2022 à Romainville.

## Biographie
Dès son enfance, Michel Miramont baigne dans le milieu théâtral car son père est machiniste au Théâtre de l’Odéon à Paris. Dans sa jeunesse, il enchaîne différents métiers : comptable, entraîneur d’athlétisme, chanteur de cabaret, puis professeur de lettres et d’anglais. En 1977, à la demande de comédiens, il accepte de s’improviser metteur en scène pour la pièce Zoo Story d’Edward Albee. Ce spectacle donne lieu à 35 représentations et est joué au Festival d’Avignon à guichets fermés.
L’année suivante, cet "autodidacte et marginal", comme il aime à se définir, crée la compagnie Miramont avec Marie-France Ballet de Coquereaumont, que rejoint ensuite Daniel Villanova, comédien et humoriste. En 1998, il reprend le Théâtre Pandora puis codirige à partir de 2003, aux côtés de Rémy Henry, le Théâtre Darius Milhaud à Paris. "Bob [Estrougo] et son beau-frère, Michel Miramont, avaient déjà en tête d’ouvrir un théâtre à Paris en compagnie du comédien Jean Lespert. Ils cherchaient un quatrième comparse pour cette aventure", raconte Rémy Henry dans un livre paru en 2020. Le metteur en scène Vincent Auvet les rejoint par la suite.
Des années 1970 aux années 2010, Michel Miramont met en scène de nombreuses pièces, notamment des œuvres contemporaines comme Huis Clos de Jean-Paul Sartre, Haute Surveillance de Jean Genet, ou encore Les Justes et La Chute (roman) d’Albert Camus. Au sujet de cette dernière pièce, Jacques Le Marinel, professeur d’université émérite spécialiste de Camus, note "la mise en scène minimaliste et le jeu intériorisé", estimant que "les éléments du décor devaient plus suggérer qu’imposer." La Société des études camusiennes, elle, souligne "la très forte impression que laisse le spectacle", par la voix de sa présidente, Jacqueline Lévi-Valensi. Cet "artisan du théâtre" aime aussi croiser les genres : à travers son spectacle La Guéguerre, un montage d’œuvres de différents auteurs (Boris Vian, Fernando Arrabal, Alfred Jarry, Eugène Ionesco, Louis-Ferdinand Céline, René de Obaldia) sur le thème de la guerre, Michel Miramont vise à "parler de choses graves sur le ton de l’humour et de la dérision". Il adapte par ailleurs deux pièces du Marquis de Sade, Le Philosophe soi-disant et La tour mystérieuse.
Également comédien au sein de la compagnie Néovent (dirigée par Pascal Montel) à partir de 1998, Michel Miramont explore un large registre de jeu, des pièces de Molière au vaudeville de Georges Feydeau ou Eugène Labiche, en passant par Le Neveu de Rameau de Denis Diderot. En 2011, il campe le personnage de Créon dans Antigone (Sophocle), un rôle visiblement bien adapté à son apparence selon L’Intermède : "Visage apache aux traits aquilins soulignés par des sourcils abondants, Michel Miramont est, quant à lui, taillé à la colère de Créon, le roi terrible."
Sillonnant la France, Michel Miramont est un partisan du théâtre de proximité : "Que ce soit à Paris ou ici, à Beaune, on a le public qu'on mérite. Si nous sommes généreux, ils sont généreux. Si on leur offre quelque chose d'intelligent, ils sont intelligents. Et puis, pour vivre, un spectacle doit voyager." Il est également l’auteur de plusieurs pièces : Divague à l’âme (1989) coécrite avec Marie-France Ballet de Coquereaumont et 1+1=1 ou Pour en finir avec la dualité (1992).
Artiste polyvalent, Michel Miramont est aussi auteur-compositeur-interprète, chantant en solo ou dans des spectacles musicaux. La chanson est le domaine dans lequel il se livre le plus, à travers des paroles empreintes de philosophie et d’autodérision, servies par "un phrasé solidement accentué, imprégné de jazz, communiquant un humanisme optimiste" selon Denis-Constant Martin.

### Metteur en scène

#### Avec la Compagnie Miramont
- 1977 : Zoo Story d’Edward Albee
- 1979 : Les Justes d’Albert Camus
- 1980 :  Huis Clos de Jean-Paul Sartre
- 1980 : Haute Surveillance de Jean Genet
- 1984 : Thérèse Raquin d’Émile Zola
- 1982 : Le Philosophe soi-disant et La Tour mystérieuse du Marquis de Sade
- 1984 : Œdipe et Créon rois ou "Les Vicissitudes du Pouvoir" d’après Sophocle
- 1984 : La Noce chez les petits bourgeois de Bertolt Brecht
- 1985 : La Guéguerre d’après Boris Vian, Fernando Arrabal, Alfred Jarry, Eugène Ionesco, Louis-Ferdinand Céline, René de Obaldia
- 1987 : Du vent dans les branches de sassafras de René de Obaldia
- 1988 : Le Paradis sur terre de Tennessee Williams
- 1989 : Divague à l’âme de Michel Miramont et Marie-France Ballet de Coguereaumont

#### Avec le Théâtre Pandora
- 2000 : La Chute (roman) d’Albert Camus (adaptation)

#### Avec la compagnie Le Violon sur le Toit et le Théâtre Darius Milhaud
- 2012 : Ivan Tsarevitch et le Violon perdu d’après Alexandre Afanasiev
- 2016 : L’Oiseau de feu d’après Alexandre Afanasiev
- 2016 : Le Duelliste d’après Ivan Tourgueniev
- 2020 : Sacrés couples d’après Eugène Ionesco, Georges Feydeau, Georges Courteline, Anton Tchekhov, Jean-Michel Ribes

### Comédien

#### Avec la compagnie Néovent et le Théâtre Darius Milhaud
- 2005 : Coups de Théâtre d'après Georges Feydeau, Georges Courteline et Eugène Labiche, mise en scène de Vincent Auvet
- 2008 : Moi, j’avais son amour de Danièle Gasiglia-Laster, mise en scène de Vincent Auvet
- 2009 : La Véritable Histoire de Jean-Baptiste Poquelin dit Molière, de Frédéric Duff-Barbé, mise en scène de Vincent Auvet
- 2011 : Antigone (Sophocle), mise en scène de Philippe Leclaire
- 2012 : Les Fourberies de Scapin de Molière, mise en scène de Pascal Montel
- 2012 : Mais n'te promène donc pas toute nue de Georges Feydeau, mise en scène de Vincent Auvet
- 2012 : L'Affaire de la rue de Lourcine d’Eugène Labiche, mise en scène de Vincent Auvet
- 2012 : "Quel grand tu as" ou la Gigantale histoire de Gargantua d’après François Rabelais, mise en scène de Tom Delierville
- 2013 : Le Neveu de Rameau de Denis Diderot, mise en scène de Silvio Paccito
- 2013 : L’Avare de Molière, mise en scène de Marie-Martine Montel
- 2015 : Le Tartuffe de Molière, mise en scène de Philippe Leclaire
- 2015 : Avec les yeux de Labiche, mise en scène de Silvio Pacitto
- 2016 : Double assassinat dans la rue Morgue d’après Edgar Allan Poe, mise en scène de Pascal Montel
- 2017 : La Princesse de Montpensier (nouvelle) d'après Madame de La Fayette, mise en scène de Vincent Auvet et d’Éliane Kherris
- 2018 : Piège pour un homme seul de Robert Thomas, mise en scène de Vincent Auvet
- 2019 : Double Jeu de Robert Thomas, mise en scène de Vincent Auvet
- 2020 : Les Bâtards de Robert Thomas, mise en scène de Vincent Auvet

### Auteur-compositeur-interprète

#### Avec la compagnie Le Violon sur le Toit et le Théâtre Darius Milhaud
- 2007 : Dis-moi que tu m'aimes, récital entre blues et tango avec Nathalie Arnoux, Théâtre Darius Milhaud
- 2009 : Tsiganement vôtre, spectacle musical avec Nathalie Arnoux, festival La Beauce du Théâtre à Beaune La Rolande
- 2019 : Le blues du saltimbanque, spectacle musical mis en scène par Oscar Sisto, Théâtre Darius Milhaud